# Kurt Löwenstein
Kurt Löwenstein (Bleckede, 18 maggio 1885 – Parigi, 8 maggio 1939) è stato un politico e pedagogista tedesco.

## Biografia
Mandato a studiare nel seminario rabbinico di Berlino, nel 1908 ne uscì da ateo che rifiutava i legami religiosi come un allontanamento dalla realtà. Dopo aver conseguito il dottorato in filosofia nel 1910, operò come medico disarmato della Croce Rossa durante la prima guerra mondiale, indi si stabilì nel quartiere berlinese di Charlottenburg, dove abbracciò le teorie marxiste. Si unì dapprima al Partito Socialdemocratico Indipendente di Germania, poi nel 1922 passò al Partito Socialdemocratico di Germania, con il quale fu membro del Reichstag fino al 1933.
Löwenstein non credeva in una rivoluzione scolastica, bensì in un cambiamento sociale globale. A tal proposito scrisse il saggio Sozialistische Schul- und Erziehungsfragen (1919, ampliato nel 1922). Nel 1921 venne eletto consigliere comunale per la pubblica istruzione dal consiglio comunale di Berlino-Neukölln, e assieme a Fritz Karsen fondò la prima scuola comprensiva ("Karl-Marx-Schule"), nonché il primo istituto di istruzione secondaria in Germania. La sua teoria dell'educazione comunitaria socialista aveva fondamento sulle idee di Marx e Engels, sulle posizioni politiche educative della socialdemocrazia tedesca prebellica e sul movimento di riforma pedagogica borghese (J. H. Pestalozzi, F. Fröbel, E. Key, M. Montessori).
Con l'ascesa al potere di Adolf Hitler riparò in Francia, dove riorganizzò e ampliò l'Internazionale dell'educazione socialista nelle vesti di 
presidente esecutivo.